# Iona (Band)
Iona war eine Progressive-Rock-Band aus Großbritannien.

## Bandgeschichte
Die Band wurde Ende der 1980er Jahre von Sängerin Joanne Hogg und den Musikern David Fitzgerald und Dave Bainbridge gegründet. Vor der Veröffentlichung des Debütalbums Iona traten weitere Mitglieder bei. Das Album beschäftigt sich mit der schottischen Insel Iona, auf die sich auch der Bandname bezieht. Iona behandeln thematisch zwar zumeist christlich-keltische Mystik, die Band verwahrt sich in Interviews aber dagegen, als christliche Band bezeichnet zu werden. So ist Ionas ehemaliger Uillean-Piper Troy Donockley erklärter Atheist.
Das zweite Album The Book of Kells ist ein Konzeptalbum. Einige Lieder des Albums basieren auf Seiten des Book of Kells.
2006 gaben Iona Konzerte in Deutschland und der Schweiz, bevor am 3. November das sechste Studioalbum The Circling Hour erschien.
Am 11. Dezember 2016 gaben die Mitglieder von Iona bekannt, dass sie zumindest vorerst getrennte Wege gehen wollen.

## Diskografie
- 1991: Iona
- 1992: The Book of Kells
- 1993: Beyond These Shores
- 1996: Journey into the Morn
- 1997: Heaven's Bright Sun (live)
- 1999: Woven Cord (live Album feat. All Souls Orchestra)
- 2000: Open Sky
- 2002: The River Flows: Anthology (4-CD-Box-Set)
- 2006: Live in London (2 DVDs)
- 2006: The Circling Hour
- 2011: Another Realm (Doppel-CD)